# Orquestra Simfònica de Girona
L'Orquestra Simfònica de Girona és una orquestra fundada el 1929 a Girona.

## Història
Va fer el primer concert el 5 de juliol de 1929 sota la batuta del director Ismael Granero. El programa comtà amb obres de L. van Beethoven, J. S. Bach, J. Sibelius, F. Schubert, W. A. Mozart, A. Juncà, N. Rimsky Korsakov, N. Rimsky Korsakov i E. Morera.
El dia 24 de febrer de 1932 es va fer el concert de comiat del director Granero, on es va fer una versió del Vals trist de Sibelius, la Inacabada de Shubert, la Simfonia militar de Haydn i l'Scherzo del Somni d'una Nit d'Estiu de Mendelsshon. El 22 de juny de 1932 es va fer el concert de presentació del nou director Ricard Lamote de Grignon. Entre els músics hi havia Enric Oliva, Josep Saló i Francesc Casellas.
Al voltant del març del 1932 la Junta Directiva es va reunir per prendre decisions que afectessin a l'estabilitat de l'orquestra: renovar i modificar els càrrecs directius, buscar un nou director d'orquestra de renom, organitzar anualment dos concerts (un a la primavera i l'altre a la tardor) i crear una mútua per a garantir la baixa en cas de malaltia dels músics de l'orquestra.